# Déimaque (Tricca)
Pour les articles homonymes, voir Déimaque.
Dans la mythologie grecque, Déimaque (en grec ancien Δηίμαχος) est un personnage originaire de Tricca en Thessalie. Il intervient dans les récits de fondation de la cité de Sinope, sur la mer Noire, par l’intermédiaire de ses fils Autolycos, Déiléon, et Phlogios ; compagnons d’Héraclès contre les Amazones, ils firent naufrage et durent s’installer dans la région, s’emparant de Sinope d’où ils chassèrent les indigènes, avant d’être recueillis plus tard par les Argonautes.